# Torre de pràctiques

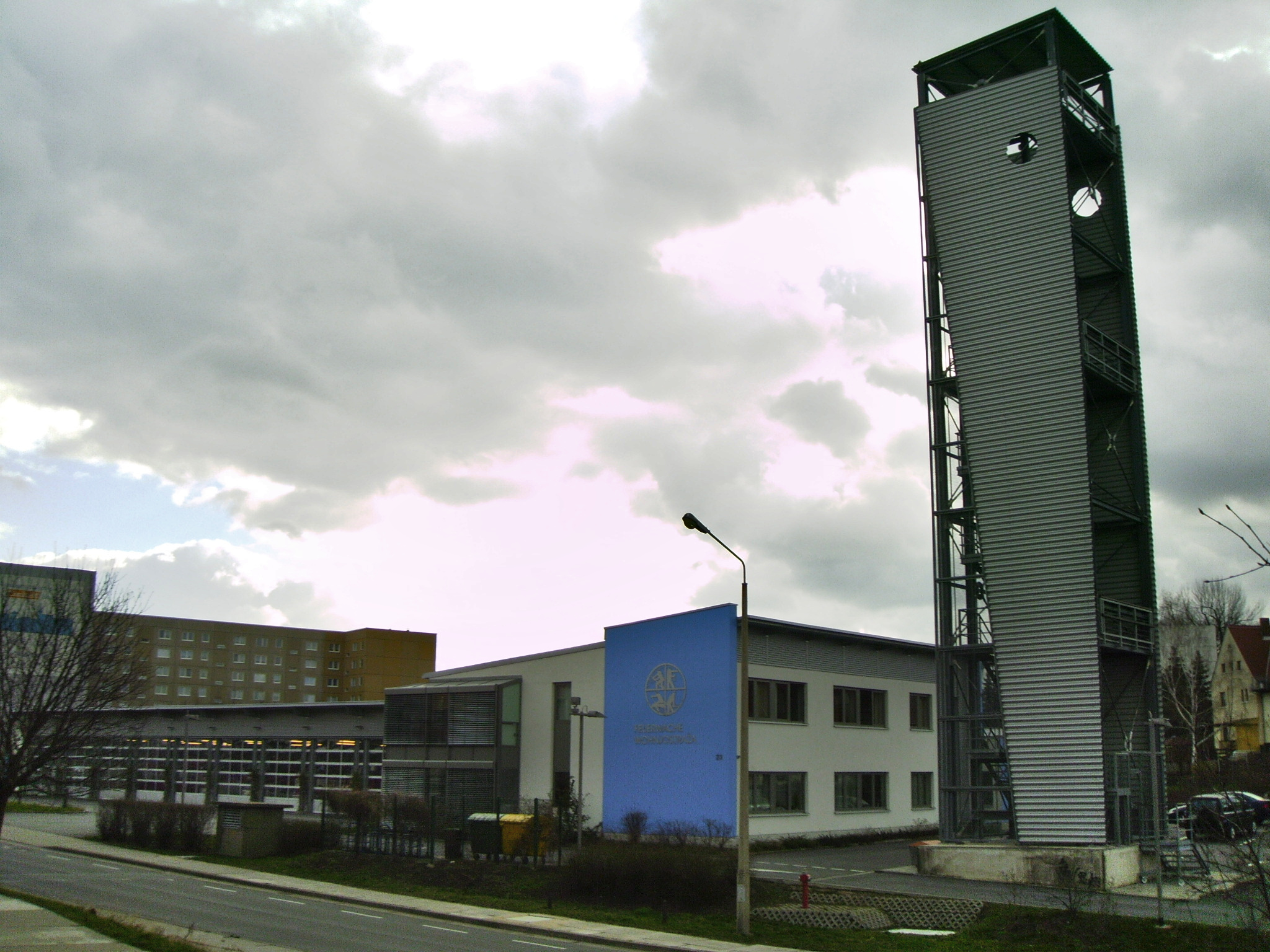
Torre de pràctiques a Bautzen, Alemanya

Torre de pràctiques o torre de maniobres és una torre separada de la resta d'edificacions d'un parc de bombers, que s'utilitza per a fer-hi exercicis d'entrenament.

## Ús
La seva utilitat per als bombers és efectuar-hi pràctiques de rescat, descens amb corda, i simulacres d'incendis, similars a les situacions reals que es poden trobar en els sinistres. Poden incorporar balcons per a les pràctiques de descens, locals tancats per a pràctiques d'incendis i fums, etc.
Antigament, quan les mànegues eren de lona, les torres de pràctiques s'utilitzaven també per a estendre-hi les mànegues després d'utilitzar-les, per al seu assecat, i evitar així un ràpid deteriorament.

## Torres de pràctiques singulars

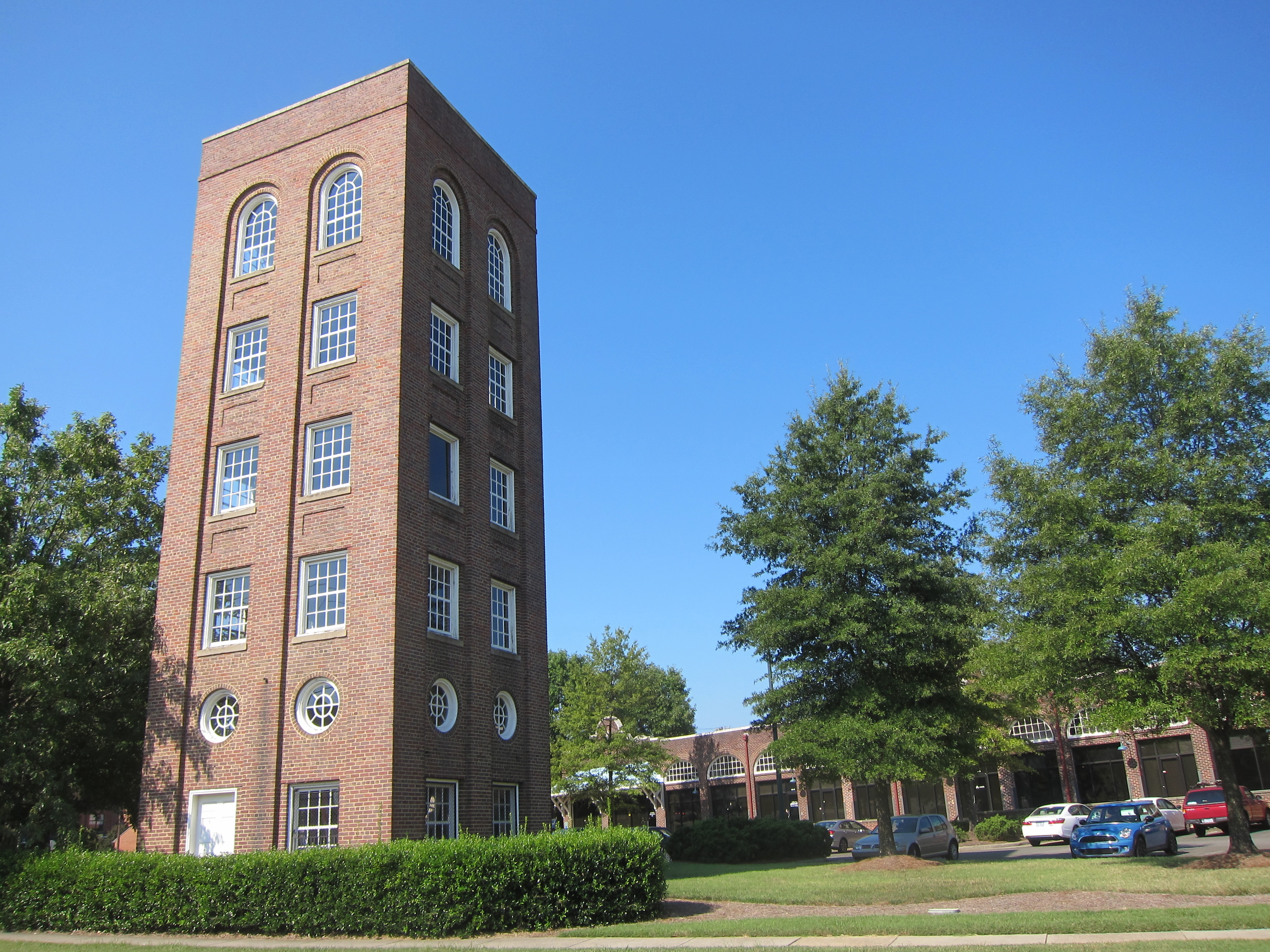
Torre de pràctiques de Durham

### Torre de pràctiques de Durham
La torre de pràctiques de Durham, Carolina del Nord, es va construir el 1928 i va estar en servei fins al 1983. Una immobiliària la va comprar i va rehabilitar les façanes. Juntament amb el garatge proper, estan catalogats al Registre Nacional de Llocs Històrics dels Estats Units.

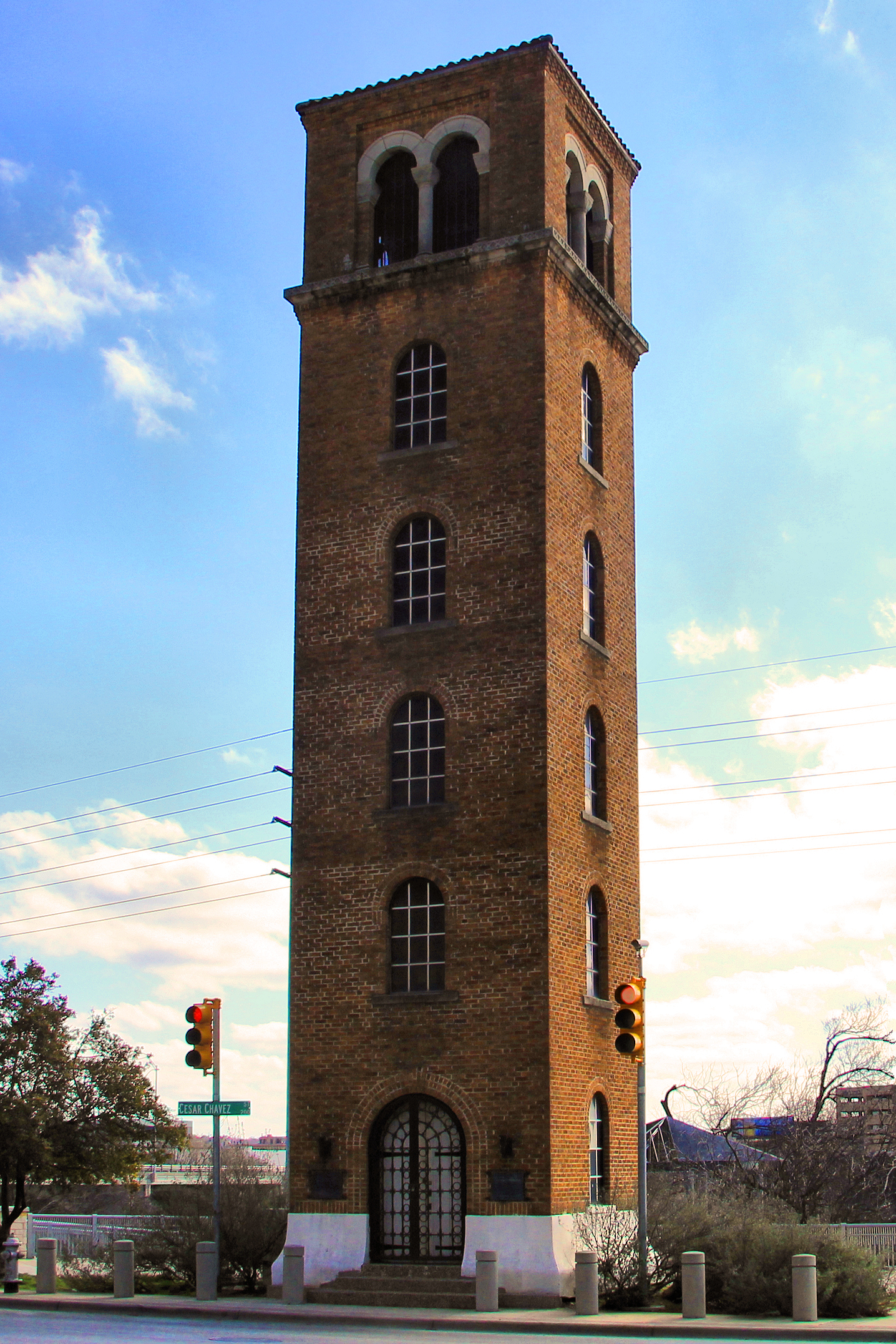
Torre Buford, Austin, Texas

### Torre Buford
La torre Buford, a Austin, Texas, es va construir el 1930 com a torre de pràctiques de l'antic parc de bombers. El parc es va traslladar, i el 1978 la senyora Effie R. Kitchens, vídua del constructor de la torre, la va fer restaurar i col·locar un carilló. L'estructura va rebre el nom del capità James L. Buford, bomber d'Austin que va morir en acte de servei el 17 de juny de 1972 mentre intentava rescatar un noi de 15 anys durant una inundació del Shoal Creek. L'edifici està catalogat al Registre Nacional de Llocs Històrics dels Estats Units.

## Exemples de torres de pràctiques

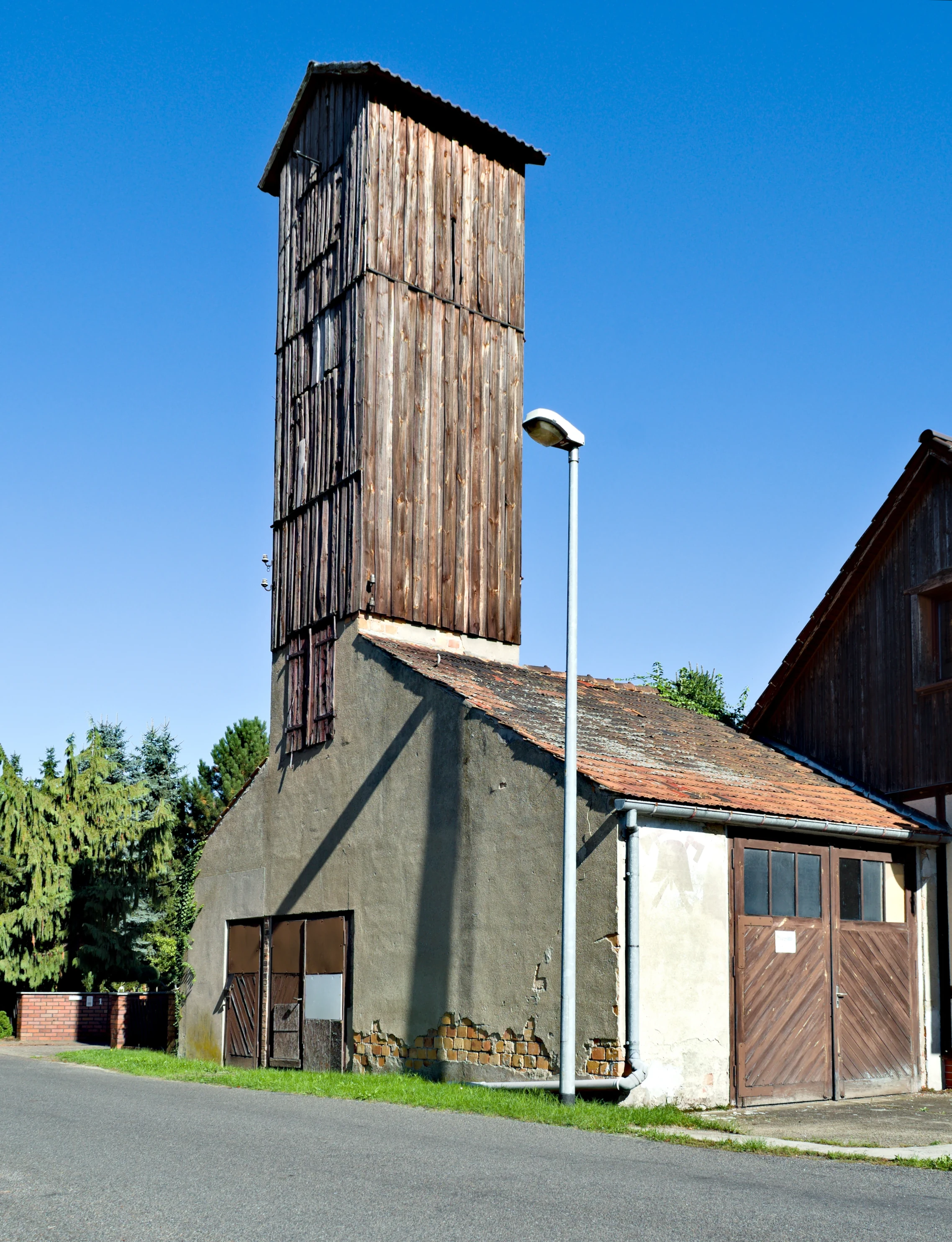
Torre de mànegues i de pràctiques a l'antic parc de bombers de Klein Gaglow, Alemanya
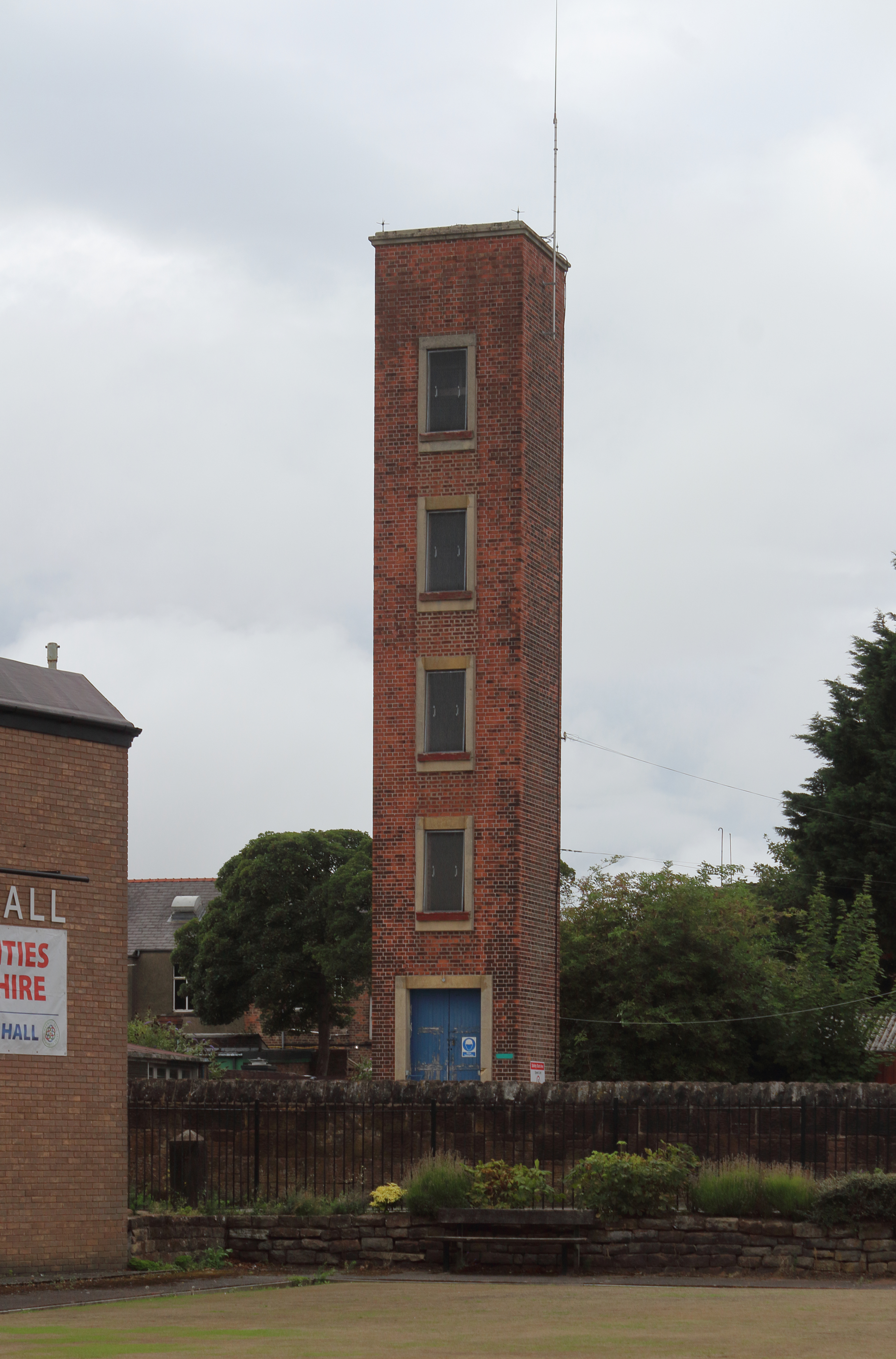
Heswall, Regne Unit
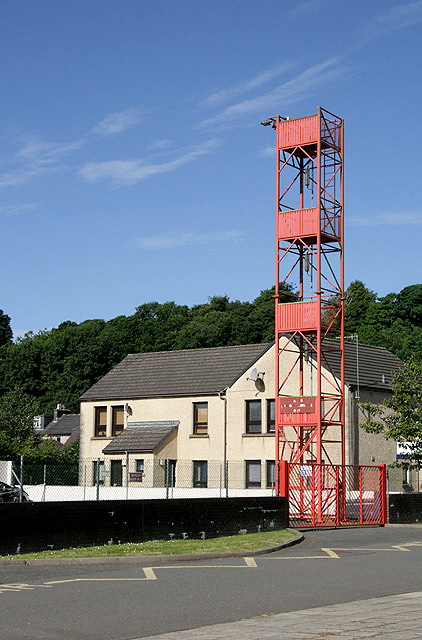
Langholm, Regne Unit
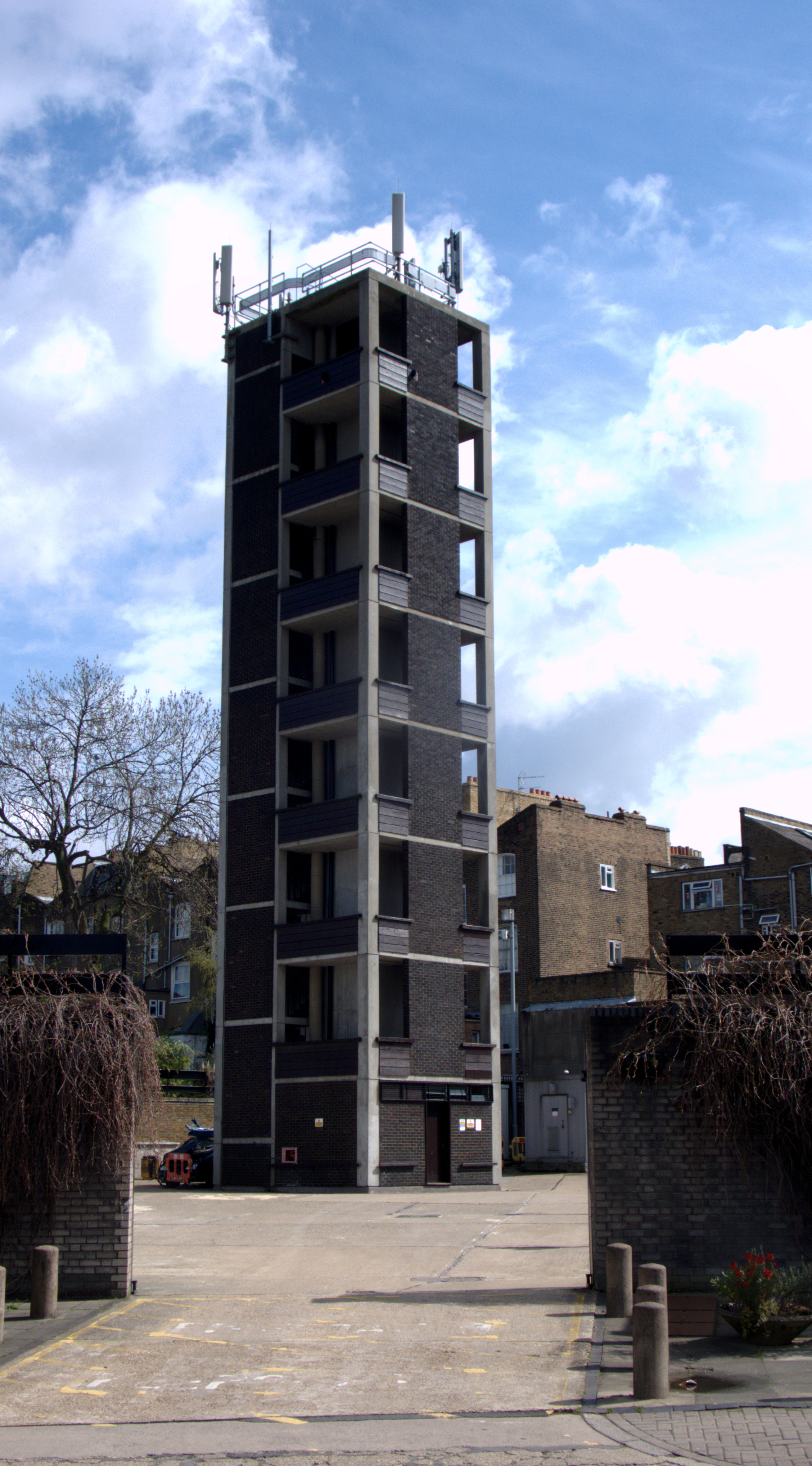
Kentish Town, Londres, Regne Unit
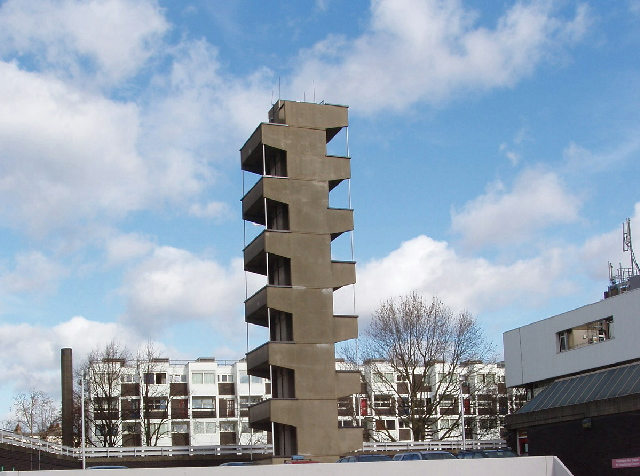
Paddington, Regne Unit
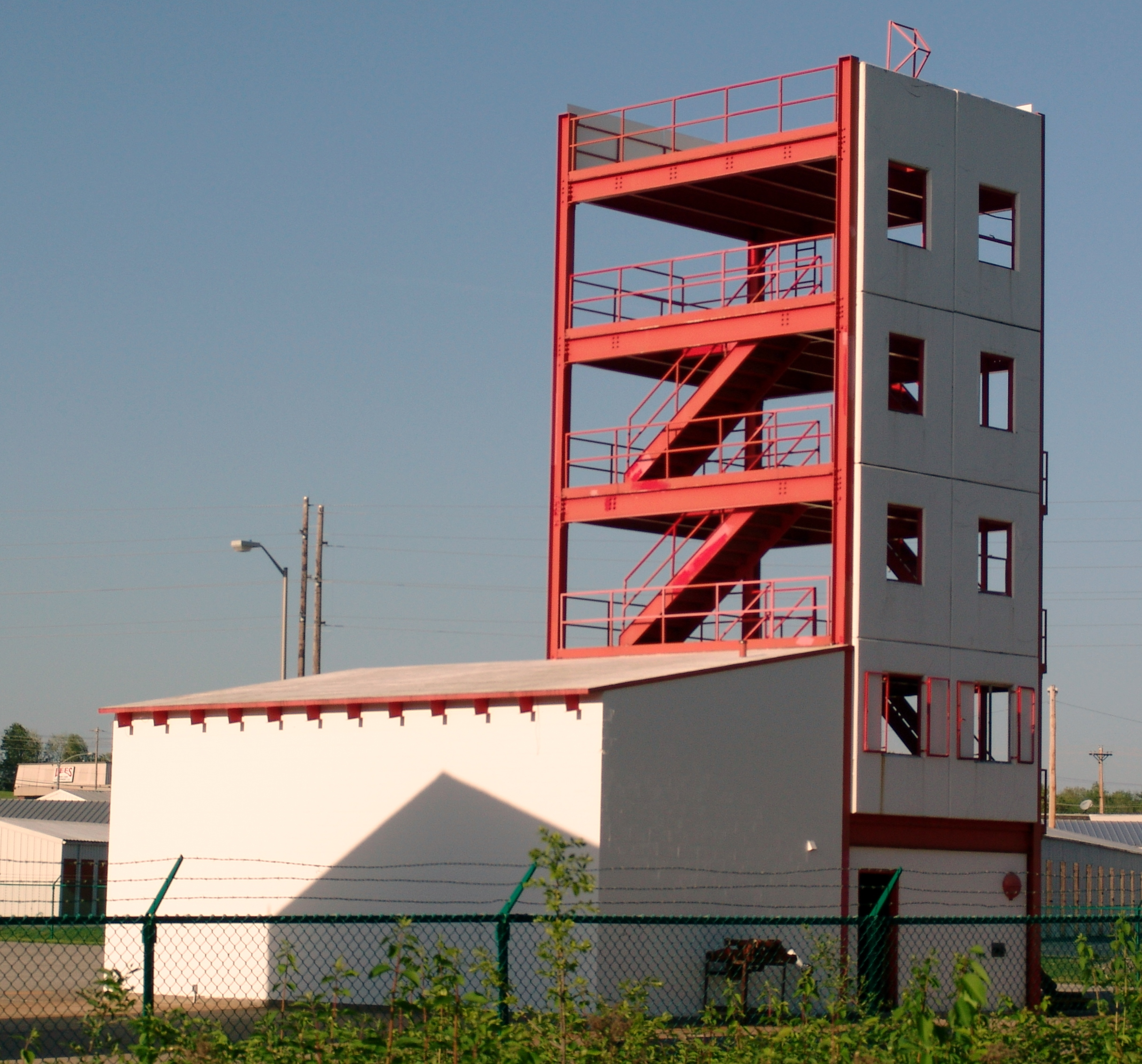
Columbia, EUA
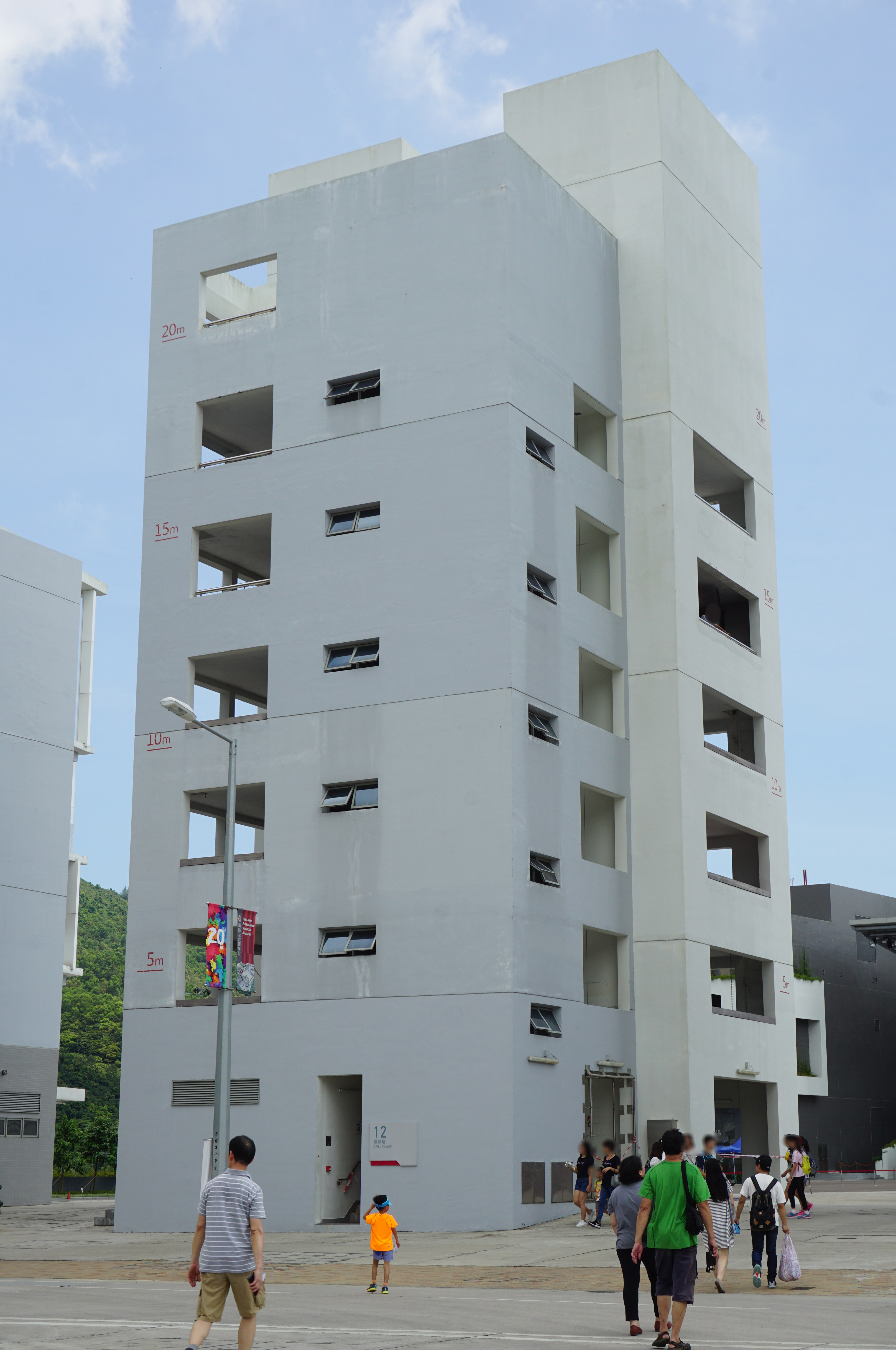
Hong Kong, Xina

## Torres de pràctiques de Bombers de Barcelona

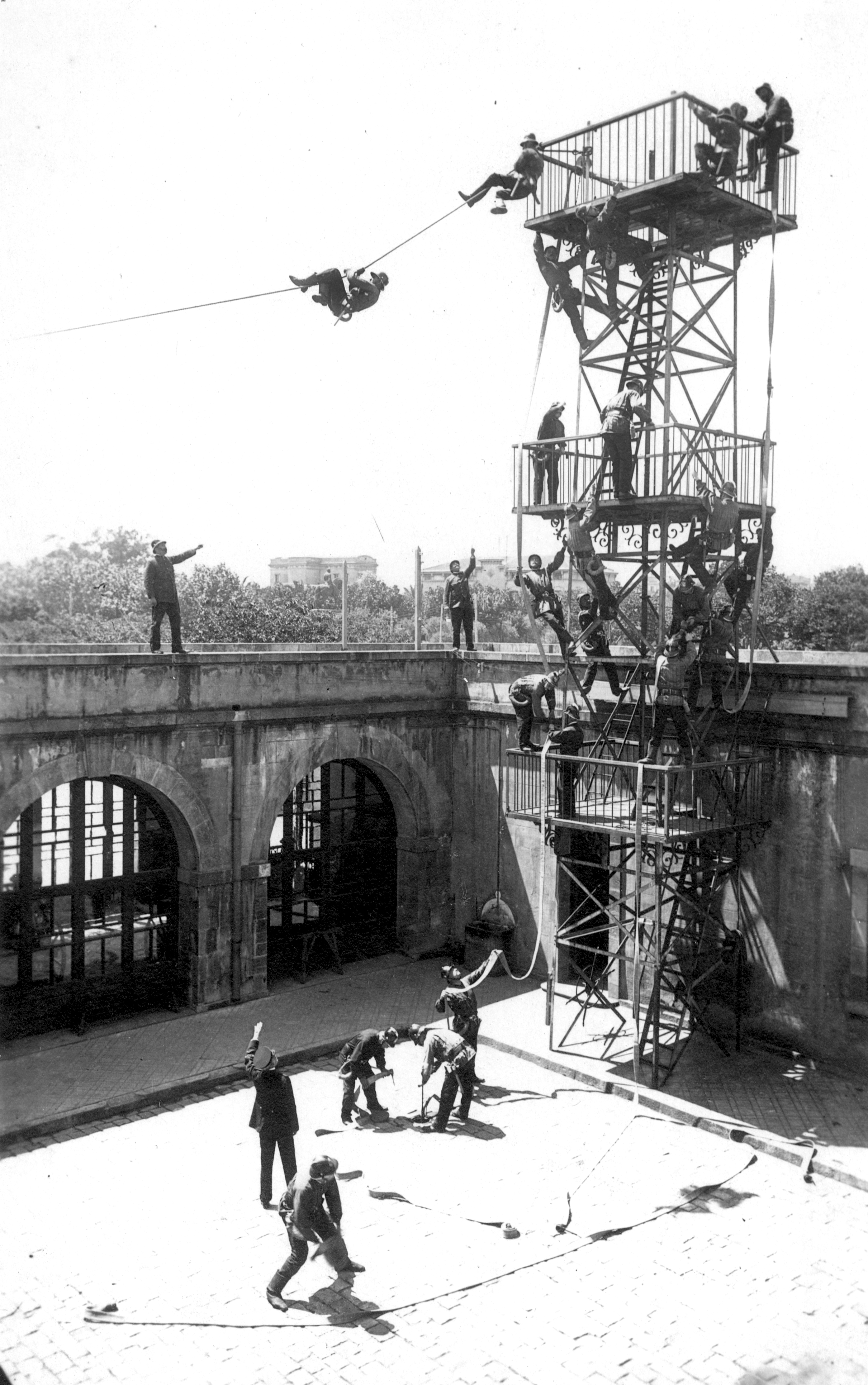
Ciutadella, 1924. Enderrocada
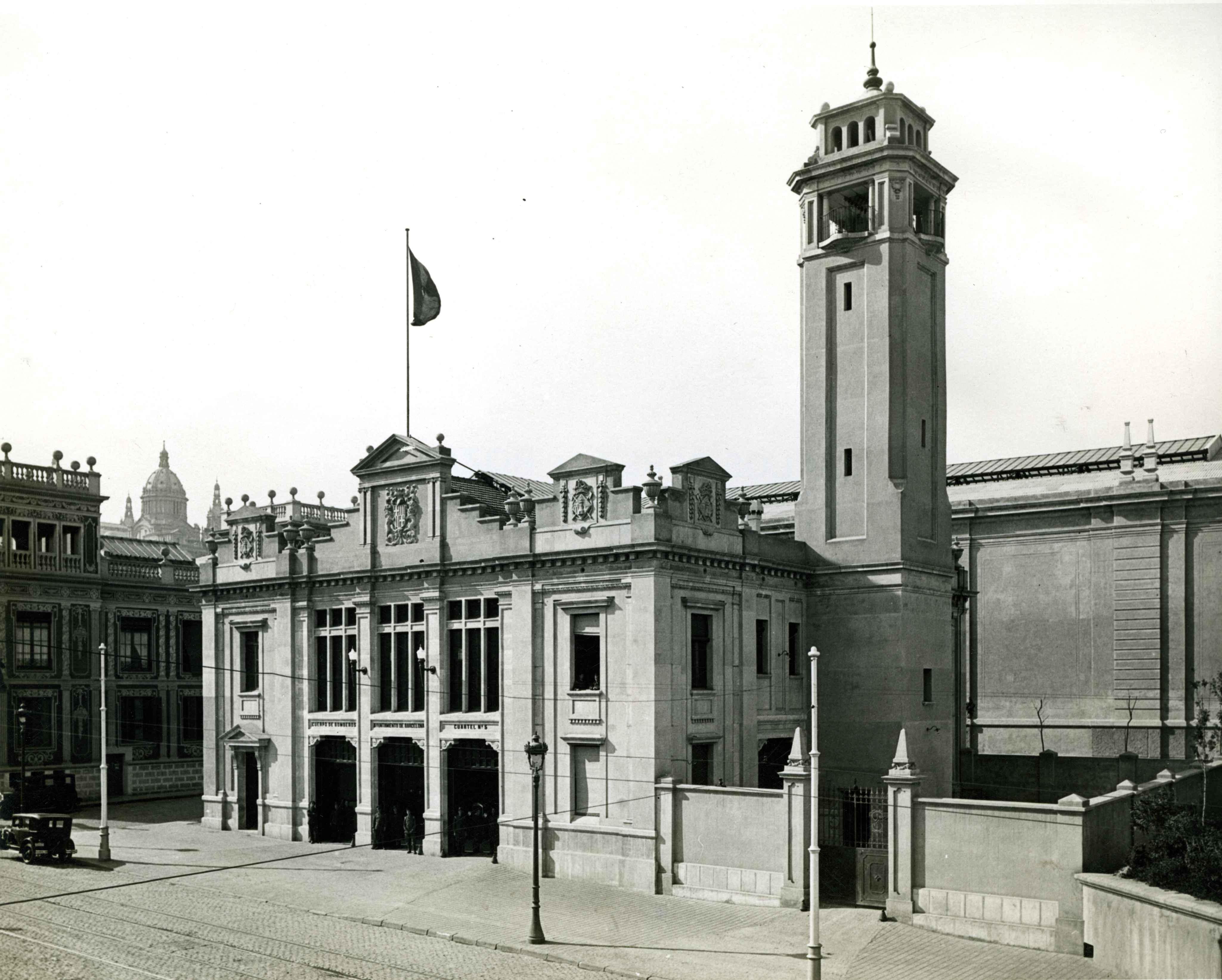
Poble Sec, 1929. Sense ús
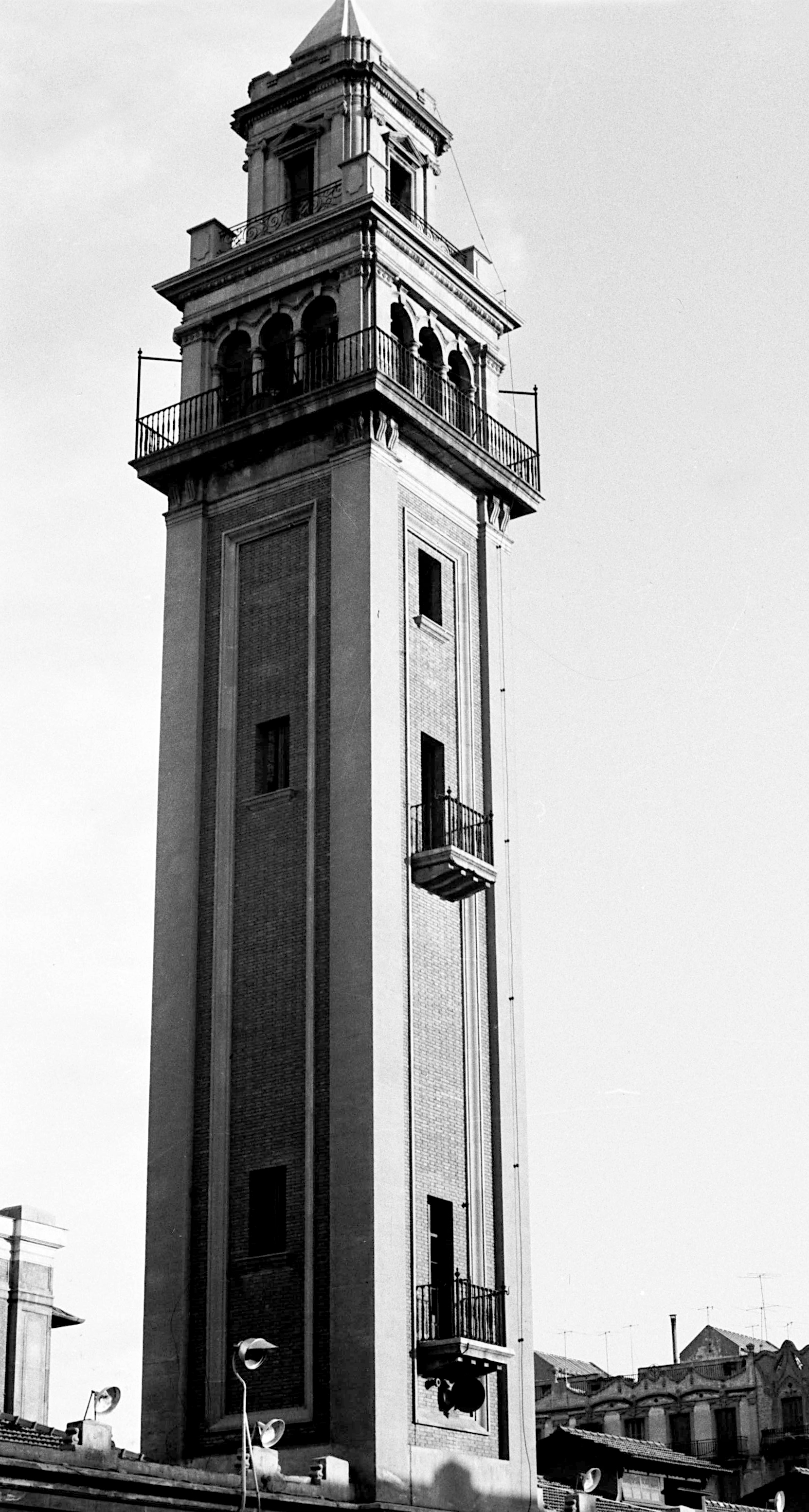
Eixample, 1932. Enderrocada
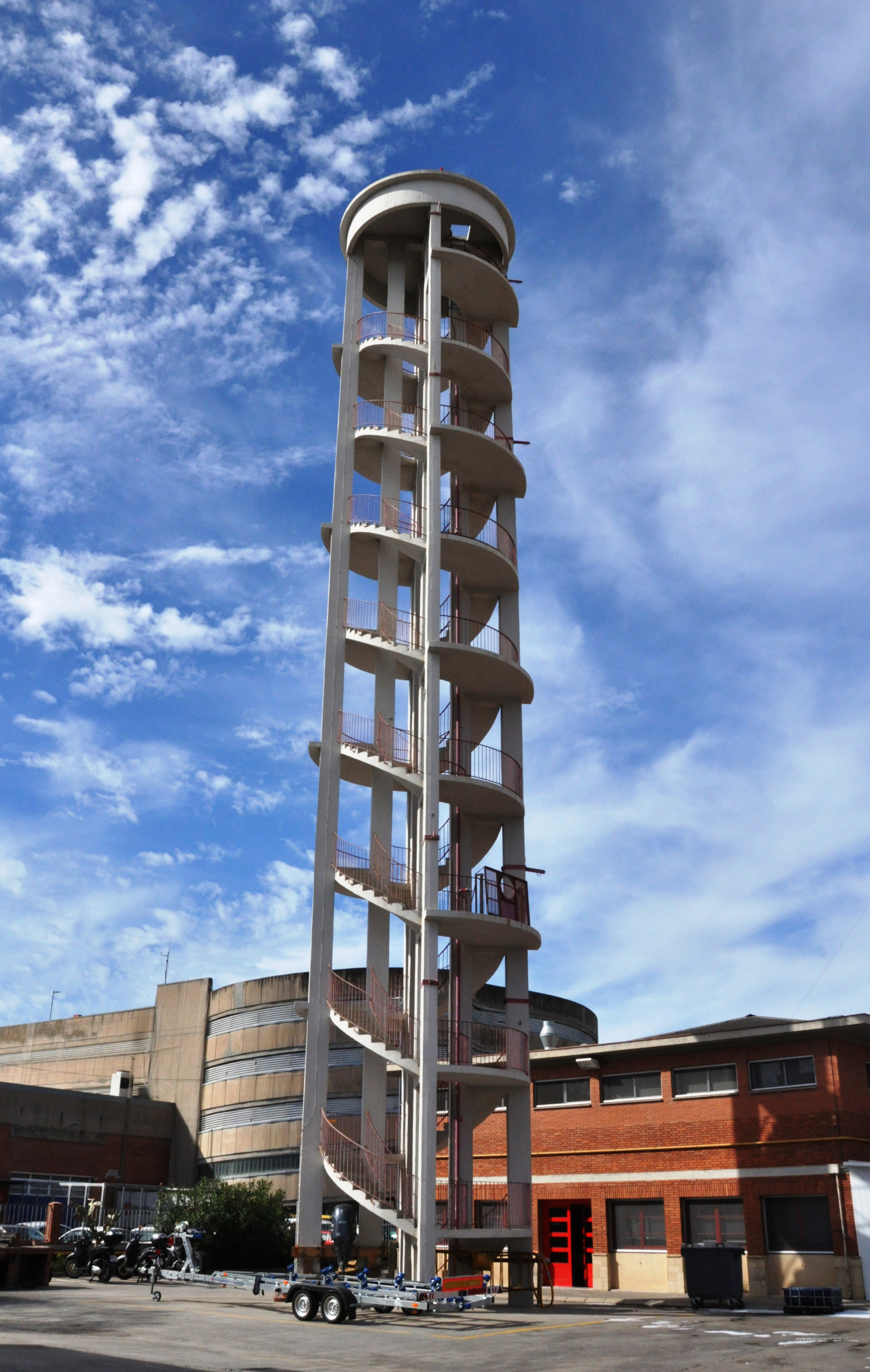
Zona Franca, 1972. En ús
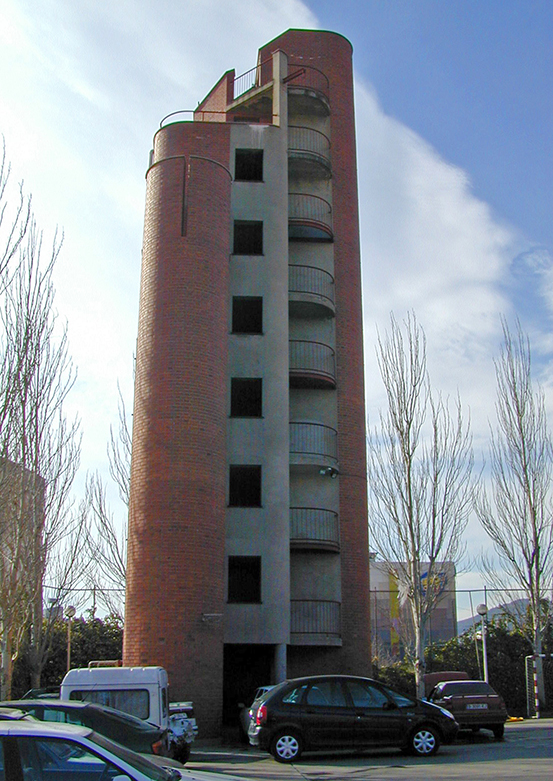
Sant Andreu, 1985. En ús
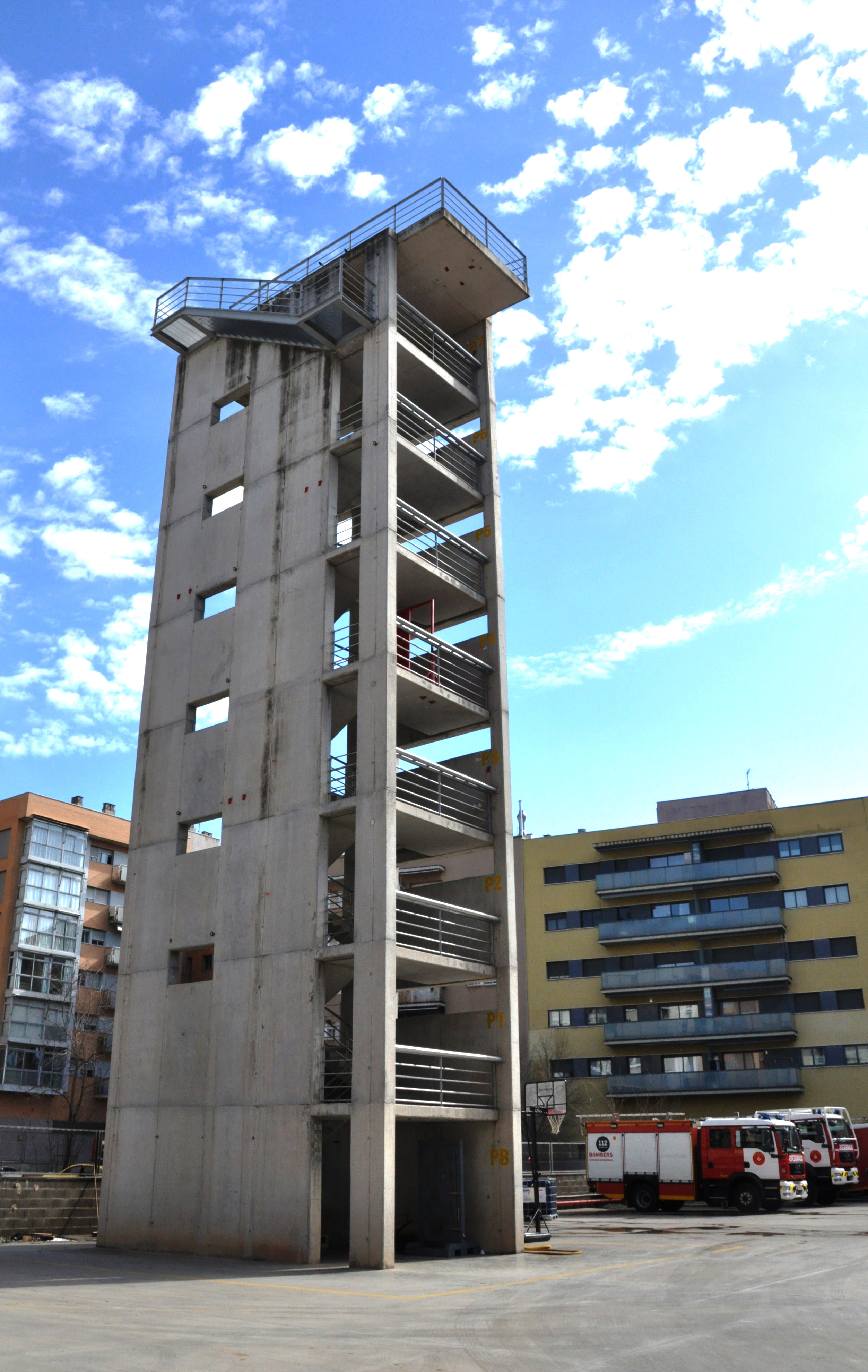
Llevant, 2003. En ús
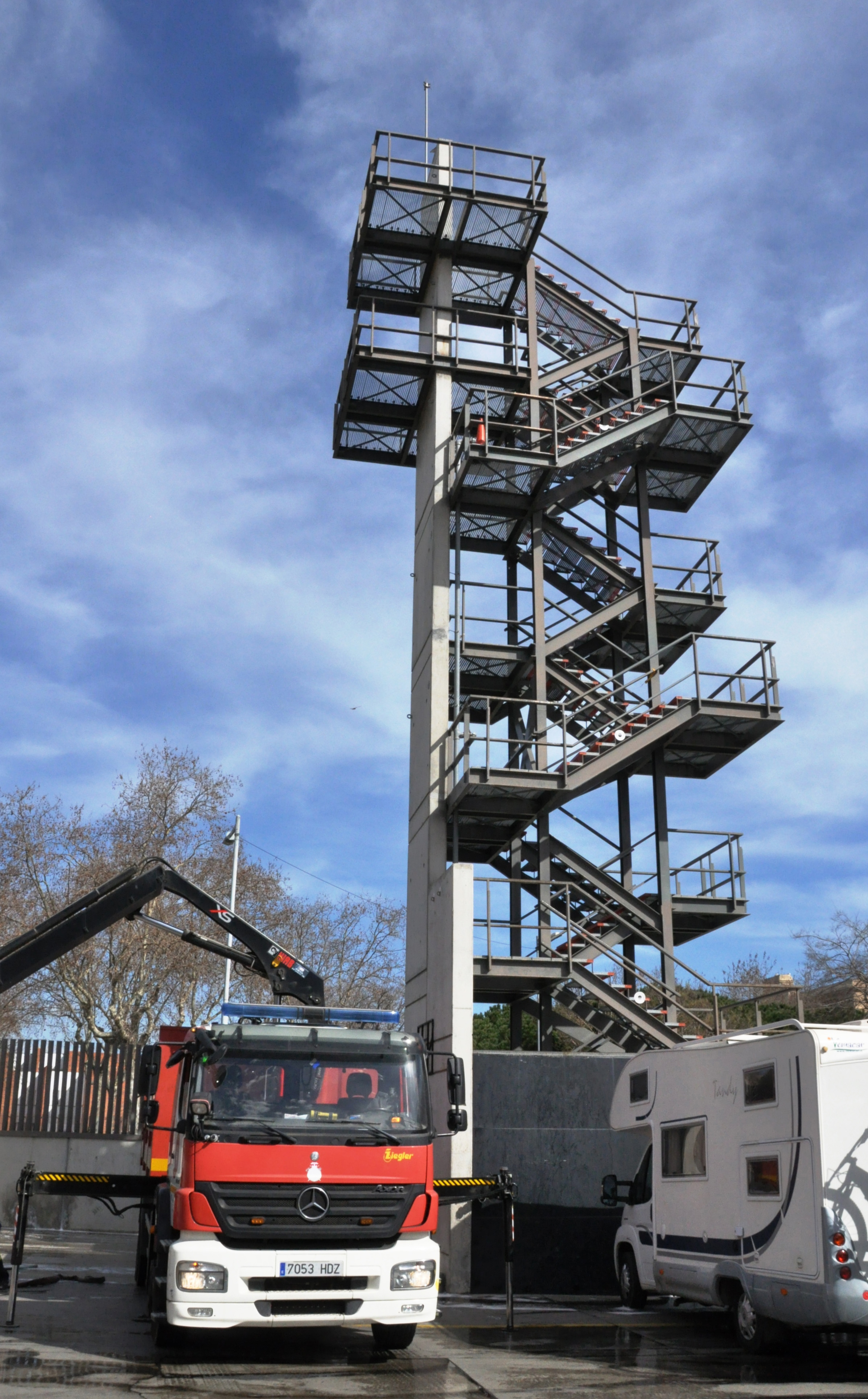
Montjuïc, 2011. En ús
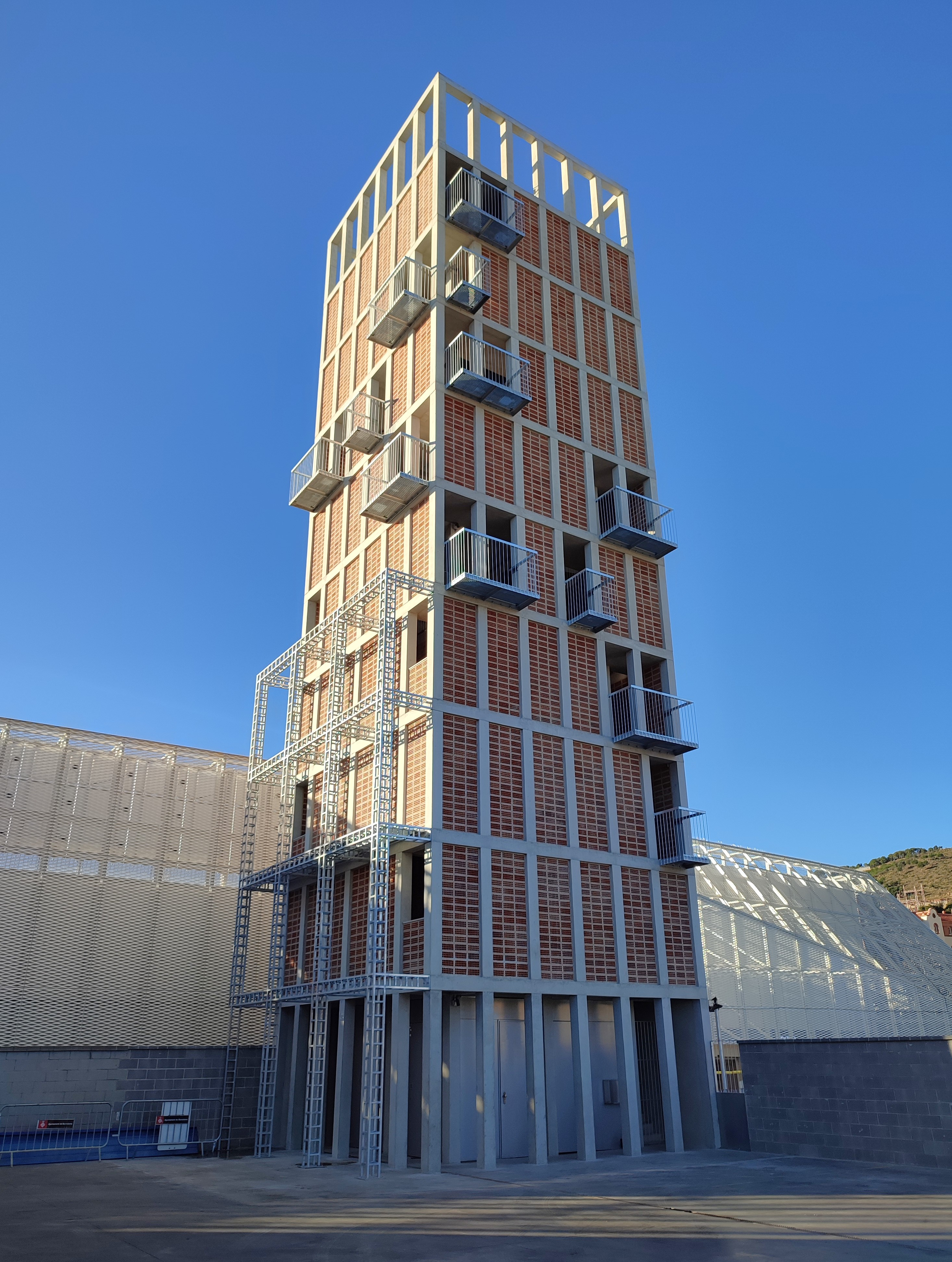
Vall d'Hebron, 2024. En ús